# Смертельное оружие 4
«Смертельное оружие 4» (англ. Lethal Weapon 4) — фильм режиссёра Ричарда Доннера. Четвёртая часть франшизы «Смертельное оружие». Это также последняя часть франшизы, снятая Доннером перед его смертью, и последняя, выпущенная театрально.

## Сюжет
Полицейские Риггс (Мел Гибсон) и Мерта (Денни Гловер) пытаются провести задержание неизвестного психопата, одетого в броню, вооружённого автоматом и огнемётом с напалмом, который разгуливает по ночной улице, стреляя и поджигая всё, что видит. Однако, арестовать его не так просто, он не даёт к себе приблизиться, а пули не берут его. Риггсу приходит в голову идея. Мерта должен раздеться до трусов и в таком виде отвлечь внимание маньяка на себя, а Риггс стреляет тому в клапан огнемёта. Струя огня из повреждённого баллона огнемёта уносит маньяка прямо в припаркованный на ближайшей автозаправке бензовоз, в результате чего всё это взлетает на воздух. Так же в ходе операции Риггс и Мерта узнают друг от друга, что Риггс скоро станет отцом, а Мерта дедушкой. Спустя почти девять месяцев, они отправляются на рыбалку, прихватив с собой Лео (Джо Пеши), который поймал маленькую акулу. Неожиданно появляется корабль, на котором слышны выстрелы, Риггс пытается взять капитана, но безуспешно, а новая лодка Мерта пошла ко дну из-за попавшей в неё бочки. На судне обнаруживаются сотни китайских беженцев, однако не все были перехвачены полицией, одной семье удалось скрыться на старой лодке, где их нашёл Мерта.
Утром, Риггс с Лорной (Рене Руссо) обсуждают свежие новости, так Ригсс узнаёт что на Мерта пришла анонимка и его зять полицейский, затем они приходят в дом Мерта и находят там ту самую семью. Пытаясь узнать кто отвечал за перевозку людей, детективы выходят на след Бенни Чена (Ким Чен). Прихватив с собой молодого детектива по фамилии Бисквитер (Крис Рок), они приходят в ресторан Бенни Чена по кличке дядя Бенни, где впервые видят Ван Син Ку (Джет Ли). На выходе из ресторана, Риггс видит капитана судна, он вновь упускает его после погони, однако тот не успевает уйти далеко, Ван Син Ку убивает его. Затем погибает человек, получавший деньги от Бенни, работавший эмиграционной службе, так же по приказу Ку.
Ван Син Ку ищет пропавшую с судна семью и находит в доме Мерта, там завязывается драка, в результате которой члены семьи детективов и они сами оказываются связанными в горящем доме. Чудом освободившись благодаря маленькому мальчику по имени Пинг, сумевшему спрятаться, Риггс и Мерта отправляются в погоню, нагоняют одну из машин и убивают преступников, не успев ничего у них узнать. Накачав дядю Бенни веселящим газом, сыщики узнали о неких «четырёх отцах» и «ян мимби», а также о том, что дядя Бенни спит с обеими сёстрами своей жены, а детектив Бисквитер является зятем Мерта и отцом ребёнка его дочери.
Наконец найдя логово Триады, а в нём тела дяди Бенни, Хонга и дяди Хонга, они понимают, что дядя Хонга (Эдди Ко) был не художником, он был гравёром и расплачивался с мафией своей работой, создавая клише для печати фальшивых денег. Узнав у коллег, кто такие четыре отца, они находят способ остановить сделку между Триадой, которую представляет Ван Син Ку и китайским генералом, который тайно вывез отцов, для последующей продажи. Вмешавшись в сделку, Риггс и Мерта становятся причиной перестрелки между мафией и военными с одной стороны и полицией с другой. Бисквитер получает пулю прикрывая Мерта, погибает и генерал, все четыре отца и большая часть мафии, Риггс узнаёт откуда у Мерта деньги, его жена стала популярной писательницей Эбони Кларк. Ван Синь Ку вместе со своим братом уходит на пирс, но его брат умирает, и к Вану выходят Риггс и Мерта, завязывается финальная драка, во время драки Мерта теряет сознание, а Риггс падает вместе с Ван Синь Ку в воду, Ван пытается задушить Риггса, но Риггс вытаскивает автомат из перевёрнутой машины и выстреливает всю обойму в Ван Синь Ку.
Риггс приходит на кладбище спросить совета у своей покойной жены Виктории Лин. А прямо оттуда едет в больницу, где Лорна отказывается рожать, пока они с Риггсом не поженятся. Их венчает раввин. В то же время там рожает и дочь Мерта, роды проходят успешно, появляется Мерфи (Стив Кахан) и сообщает новоиспечённым капитанам, что они вновь сержанты. Фильм заканчивается общей фотографией.

## В ролях
| Актёр              | Роль                                  |
| ------------------ | ------------------------------------- |
| Мел Гибсон         | Мартин Риггс                          |
| Дэнни Гловер       | Роджер Мерта́                          |
| Джо Пеши           | Лео Гетс                              |
| Рене Руссо         | Лорна Коул                            |
| Крис Рок           | Детектив Ли Бисквиттер                |
| Джет Ли            | Ва Синг Ку                            |
| Стив Кэхэн         | капитан Эд Мёрфи                      |
| Ким Чан            | Бенни Чан / Дядя Бени                 |
| Дарлин Лав         | Триш Мерто                            |
| Мэри Эллен Трейнор | доктор Стефани Вудс                   |
| Трэйси Вулф        | Рианна Мерто Бисквиттер               |
| Эдди Ко            | Хонг                                  |
| Джек Келер         | человек Государственного Департамента |
| Кэлвин Джунг       | детектив Нг                           |

## Производство
Все, что я сделал после «Смертельного оружия-4», — это попытка принести извинения за «Смертельное оружие-4».
Съёмки фильма начались 8 января 1998 года, за семь месяцев до премьеры. Когда начались съёмки, сценарий фильма ещё не был дописан. Монтаж фильма занял около трёх недель.
Автомобильная погоня на шоссе и драка между Риггзом и китайцем снимались на шоссе 215 в Лас-Вегасе.
Роль Ва Синг Ку, исполненная Джетом Ли, сначала предлагалась Джеки Чану, но тот отказался, так как не хотел играть роль главного антагониста.

## Премии и награды
- Премия «Bogey Award» в 1998 году в категории «Лучший фильм».
- 4 номинации на премию канала «MTV» в 1999 году: «Лучшая комедийная роль» (Крис Рок), «Мужской прорыв года» (Крис Рок), «Лучшая экшн-сцена» (Мэл Гибсон и Дэнни Гловер), «Лучший злодей» (Джет Ли).
- Номинация на премию «American Comedy Awards» в 1999 году в категории «Лучший комедийный актёр» (Крис Рок).
- Премия «BMI Film Music Award» в 1999 году в категории «Лучшая музыка к фильму» (Майкл Кеймен).
- 2 премии «Blockbuster Entertainment Award» в 1999 году: «Лучший актёр второго плана» (Крис Рок), «Лучшая актриса второго плана» (Рене Руссо).
- 2 номинации на премию «Blockbuster Entertainment Award» в 1999 году: «Лучший экранный дуэт» (Мэл Гибсон и Дэнни Гловер), «Лучший актёр второго плана» (Джо Пеши).
- Номинация на премию «Image Award» в 1999 году в категории «Лучший комедийный актёр» (Крис Рок).
- Номинация на премию «Golden Reel Award» в 1999 году в категории «Лучший монтаж звука».
- Номинация на премию «Золотая малина» в 1999 году в категории «Худшая мужская роль второго плана» (Джо Пеши).